# 栗原益男
栗原 益男（くりはら ますお、1918年7月13日 - 2000年9月8日）は、日本の東洋史学者。上智大学名誉教授。

## 経歴
出生から修学期
1918年、埼玉県川越市で生まれた。1940年に東京帝国大学文学部東洋史に入学し、1942年に卒業。唐五代の藩鎮に関心を持ち、同大学大学院に進んだが、間もなく陸軍に応召。
終戦直前に玄界灘で機上艦が魚雷に接触し、脊椎骨折の重傷を負った。療養中に敗戦を迎えた。
太平洋戦争後
1946年に東京大学大学院に復学。しかし、腹膜炎や結核を患い、療養生活と研究生活を送った。上智大学文学部助教授となり、後に教授昇格。在職中の1987年4月に自宅で倒れたが、10月に復帰。1988年3月に上智大学を定年退任し、名誉教授となった。2000年9月8日、腎不全のため死去。

## 著作
著書
- 『乱世の皇帝：“後周"の世宗とその時代』桃源社(桃源選書) 1968

共編著
- 『アジアのあらし』(世界の歴史 6) 山口修共著 集英社 1968
- 『宋朝とモンゴル』(世界の歴史 6) 山口修共著 社会思想社(現代教養文庫) 1974
- 『隋唐帝国』(中国の歴史 4) 布目潮渢共著 講談社 1974
  - 文庫化 講談社学術文庫
- 『五代・宋初藩鎮年表』東京堂出版 1988

記念論集
- 『中国古代の法と社会』栗原益男先生古稀記念論集編集委員会 汲古書院 1988

## 参考
- 石田勇作2001「栗原益男先生を偲んで」『上智史學』46, 275-278頁.PDF
- 關尾史郎. “栗原益男先生を偲んで”. 新潟大学人文学部. 2016年3月6日時点のオリジナルよりアーカイブ。2023年5月14日閲覧。